# قسموس بسيط
قسموس بسيط (الاسم العلمي:Cosmos modestus) هو نوع من النباتات يتبع جنس القسموس من الفصيلة النجمية.